# Mycerinopsis fulvescens
Mycerinopsis fulvescens är en skalbaggsart som beskrevs av Stefan von Breuning 1973. Mycerinopsis fulvescens ingår i släktet Mycerinopsis och familjen långhorningar. Inga underarter finns listade i Catalogue of Life.